# مگس‌گیر مخملی
مگس‌گیر مخملی (نام علمی: Myiagra hebetior) نام یک گونه از سرده مگس‌گیرهای نوک‌پهن است.